# Elecciones provinciales de Salta de 1912
Las elecciones generales de la provincia de Salta de 1912 tuvieron lugar el domingo 22 de septiembre del mencionado año con el objetivo de elegir al gobernador para el período 1913-1916 mediante el sistema de Colegio Electoral. Fueron las primeras elecciones provinciales en la historia de Salta en las cuales se empleó el sufragio universal masculino, directo y secreto, dispuesto por la ley electoral aprobada ese mismo año por el gobierno nacional de Roque Sáenz Peña, y por lo tanto los primeros comicios salteños remotamente competitivos. La elección se definió entre los candidatos Robustiano Patrón Costas, del oficialismo conservador (renovado bajo el nombre Partido Unión Provincial o PUP), y Joaquín Castellanos, líder de la opositora Unión Cívica Radical (UCR).
No obstante la imposición del voto secreto, que puso fin al anterior sistema de sufragio público, el radicalismo salteño denunció que las elecciones no serían limpias, si bien aceptó participar. La campaña fue tensa y se caracterizó por agresiones y provocaciones mutuas entre los dos partidos, y la jornada electoral, aunque transcurrió con normalidad, se vio empañada por denuncias de irregularidades. El recuento de votos fue sumamente cerrado, y vio a la UCR irrumpir con fuerza en la provincia al triunfar en varios departamentos, incluyendo la capital provincial. El escrutinio sin contar los votos posteriormente anulados daba una ajustada ventaja de 62 votos a Castellanos y una amplia mayoría en el Colegio Electoral debido a su triunfo en los distritos más poblados.
A pesar de este triunfo, el Senado provincial, constituido en junta escrutadora, anuló las elecciones en cuatro departamentos (Rosario de la Frontera, Rivadavia, Santa Victoria, y La Viña) donde había ganado la UCR, y convocó a comicios complementarios el domingo 17 de noviembre. El radicalismo denunció esto como un intento de definir la elección en favor de Patrón Costas y anunció un boicot electoral a las complementarias, que se realizaron de todas formas. Debido a la abstención, el conservadurismo obtuvo 1.616 votos contra 1 solo de la UCR, logrando una mayoría de 41 electores sobre 11 y consagrando gobernador a Patrón Costas, que fue juramentado el 20 de febrero de 1913.

## Antecedentes
Ante la aprobación de la Ley electoral 8.871 a nivel nacional, que ponía fin al sistema de voto cantado y, por añadidura, al fraude electoral imperante, el gobierno conservador oligárquico de la provincia de Salta reaccionó con sorpresa. Sin embargo, las amenazas de una posible intervención federal por parte del gobierno de Sáenz Peña y la expectativa de una obvia victoria de la Unión Cívica Radical de darse este escenario llevaron al gobierno de Avelino Figueroa a aceptar las reformas electorales, aunque desde una posición de conveniencia para el régimen oficialista. Sin embargo, los lentos avances del gobierno de Figueroa en el camino a registrar un nuevo padrón electoral llevaron a una amenaza de boicot del radicalismo salteño en las elecciones legislativas de ese mismo año. Sin embargo, las candidaturas fueron presentadas y pese al llamado de la Convención Nacional radical a la abstención, Joaquín Castellanos, candidato a diputado nacional, se benefició de la división del conservadurismo gobernante para imponerse por amplio margen en la capital provincial, si bien en el resto de la provincia se impusieron los conservadores, demostrando la fortaleza electoral del radicalismo en Salta y derrotando a la maquinaria electoral oligárquica.
Sorprendidos por el rápido deterioro de su situación, los conservadores buscaron aglutinar sus fuerzas en torno a una candidatura común, además de renovar el partido para hacerlo más atractivo ante el electorado. Durante los siguientes meses antes de la realización de elecciones guberantivas, los periódicos locales salteños dominados por los conservadores buscaron alejar al electorado obrero del radicalismo realizando, por primera vez, publicaciones sobre el entonces naciente socialismo, y describiendo a la UCR como un partido personalista y falso. El 27 de abril de 1912, la seccional salteña del Partido Autonomista Nacional, gobernante del país desde 1874, se reunió y proclamó la candidatura a gobernador de Robustiano Patrón Costas. Menos de un mes después, el 17 de mayo, anunció su cambio de nombre a "Partido Unión Provincial" o "PUP", a fin de deshacerse de la impopularidad de su anterior nombre. La UCR, por su parte, proclamó a Castellanos como su candidato, perfilado después de la apreciable cantidad de votos obtenida en la capital provincial.

## Campaña
La campaña electoral se destacó por las masivas movilizaciones organizadas tanto por la UCR como por el PUP con el fin de mostrar su fuerza ante el otro. Paralelamente, los periódicos favorables a ambas fuerzas publicaron extensas críticas a sus adversarios. La UCR denunció al PUP como una extensión del PAN, y lo caracterizó como la continuidad del régimen autoritario y fraudulento, mientras que buscaba perfilarse como la única alternativa viable en un contexto democrático. Paralelamente, el radicalismo fundó un "Club de Niñas Radicales", exacerbando a los sectores más conservadores la provincia en un período en el que la política era exclusivamente masculina. El PUP afirmó que el radicalismo tenía actitudes demagógicas, y acusó al partido de hacer promesas imposibles de cumplir con el solo propósito de ganar la elección. Al mismo tiempo, se burló del término "correligionario", empleado por los afiliados de la UCR para identificarse entre sí, caracterizando al partido como una "cofradía o secta". No obstante, varios miembros del PUP emplearon también el término para identificarse y emularon varias de las instituciones partidarias de la UCR dentro de sus propias filas, con el objetivo de dar al partido conservador una imagen moderna.

## Resultado

### Escrutinio original de la elección general
|  | 50.19 % |

|  | 49.81 % |

### Escrutinio con posterioridad a las complementarias
|  | 56.81 % |

|  | 43.19 % |